# 紫河镇
紫河镇，是中华人民共和国四川省绵阳市三台县下辖的一个乡镇级行政单位。2019年12月，撤销广利乡和协和乡，将其所属行政区域划归紫河镇管辖，紫河镇人民政府驻广兴街260号。

## 行政区划
紫河镇下辖以下地区：
社区、秀才沟村、镇子桥村、龙台寺村、杜家沟村、天井沟村、五福桥村、青龙嘴村、深垭井村、半边街村、河坝子村、纪家沟村、建设村、石庄沟村、石桥沟村和何家沟村。